# Приватні гроші

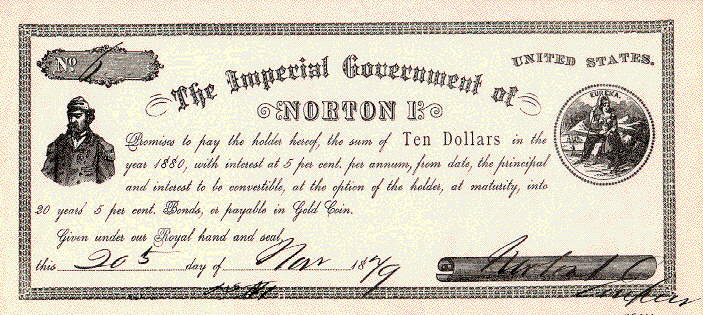
Десятидоларова банкнота, випущена в обіг імператором Нортоном I

Приватні гроші (англ. private currency) — недержавні фідуціарні гроші, що емітуються та використовуються в обігу приватними інституційними суб'єктами.
У багатьох країнах випуск подібного виду грошей заборонено законом чи суворо регламентовано. У Шотландії та Північній Ірландії держава ліцензує приватні банки для випуску власних паперових грошей.
Нині окремі приватні установи випускають в обіг електронні гроші. Кількість угод, що здійснюються з подібними валютами, сягає кількох мільярдів доларів на рік.

## Історія

### США
У США в період так званої «Вільної банківської ери» (англ. Free Banking Era; від 1837 до 1866 року) випущено близько 8000 різних видів грошей; емітентами виступали окремі штати, муніципалітети, приватні банки, залізниці, магазини, ресторани, церкви і навіть окремі індивіди. Тогочасні організації, що випускали гроші, отримали назву «ризиковані банки» (wildcat banks).
В Австралії, де існувала подібна ситуація, обіг приватних грошей заборонено спеціальним урядовим указом 1910 року. Існує єдиний приклад, коли приватна валюта, не підтримана урядом, продовжувала мати популярність у населення: йдеться про валюту WIR.
Прикладом приватних грошей у США є ітакська година (англ. Ithaca hour) — місцева валюта, яку від 1991 року використовують у місті Ітака США. Одна ітакська година оцінюється в 10 американських доларів і рекомендується як засіб платежу за одну годину роботи однієї людини. У деяких випадках курс обговорюється.
Для подолання економічної кризи 2009 року в США знову активізувалися системи альтернативних грошей. У низці міст муніципалітети почали друкувати власну валюту.
У приватні гроші формально дозволені, але з істотними обмеженнями. Зокрема, вони не повинні зовні нагадувати долар, повинні мати номінал більше за долар і обкладатися прибутковим податком.
Обмеження номіналу ґрунтуються на законі Коперника — Грешема і ставлять офіційний долар у вигідніші умови обігу.
«Імператор Сан-Франциско» Нортон I випускав власні банкноти, якими розплачувався в різних закладах. Банкноти не були нічим забезпечені, проте його репутація та рекламний ефект його публічної появи дозволяли торговцям відпускати йому товари (хоча подальшого обігу ці «гроші» не мали).
Бернарда фон Нотгауза засуджено до незначного терміну за випуск грошей, що зовні нагадували американський долар.

### Інші регіони
Існують інші приклади муніципальних грошей, що випускаються, як правило, для заохочення місцевої економічної та туристичної діяльності — наприклад, вентспілський вент . Такі гроші слід відрізняти від місцевих сувенірних жетонів (токенів), що випускаються хоча б і з номіналами в чинних або вигаданих валютах, але не призначені для платежу (наприклад, долар міста Джаспер (провінція Альберта, Канада).

### Бони комерційних компаній
Нерідко приватні компанії (магазини), а іноді й публічні (наприклад, підприємства громадського транспорту) можуть використовувати власні псевдогроші (бони, жетони, купони), які видають як решту замість розмінної монети, і згодом приймають у тих самих магазинах (установах) як засіб платежу. У Канаді широко відомі «гроші» мережі магазинів Canadian Tire.
Відомо кілька значних прецедентів, коли токени приватних компаній випускалися у великій кількості, щоб компенсувати брак монет в обігу. До наймасовіших відносяться:
- токени Кондера (Велика Британія, кінець XVIII — початок XIX століть)
- токен важких часів та цент Фейхтвангера (США, 1830-ті роки)
- токени Громадянської війни у США (1860-ті роки)

## Теорія
Ідею можливості денаціоналізації грошей та усунення держави від емісії та контролю над банківською галуззю висловили практично одночасно і незалежно один від одного Б. Клайн у статті "Конкурентна пропозиція грошей " (англ. The Competitive Supply of Money) 1974 року та фон Гаєк у книзі «Приватні гроші» 1976 року. Ці ідеї викликали широку дискусію серед економістів як усередині австрійської школи, і за її межами. Більшість фахівців на той момент вважали подібні пропозиції утопічними. Однак за цими працями з'явилися численні публікації інших учених із цієї проблематики. З'ясувалося, що грошові системи багатьох країн, що існували до епохи Центральних банків, ґрунтувалися на принципах вільної конкуренції приватних грошей і були досить ефективними. Подією в науковій дискусії про гроші стала публікація 1986 року статті «Чи відіграє уряд якусь роль у грошах?» (англ. Has Government Any Role in Money?) фахівця в галузі теорії грошей, лауреата Нобелівської премії з економіки Мілтона Фрідмана, в якій він змінив свою колишню негативну оцінку системи приватних конкурентних валют і погодився в основному з позицією Гаєка.

### Ідеї Фрідріха фон Гаєка
Представник австрійської школи Фрідріх фон Гаєк у своїй праці «Приватні гроші» (1976) запропонував денаціоналізувати гроші, оскільки в галузі емісії грошей, на його думку, державна монополія шкідлива для суспільства.
Австрійський учений запропонував кардинально новий план досягнення фінансової стабільності — систему, засновану на конкуренції паралельних приватних валют. Валюту слід вважати звичайним комерційним товаром та виробляти ринковим способом.
Подібно до того, як конкуренція між звичайними товарами сприяє поліпшенню їх споживчих властивостей і відбраковування низькоякісної продукції, конкуренція між приватними валютами здійснить відбраковування погано забезпечених і погано керованих валют. Залишаться ті валюти, які найкраще виконуватимуть функції грошей.
В економічній літературі, на думку фон Гаєка, немає відповіді питанням, чому урядова монополія на грошову емісію всюди розглядається як неминуча.
Початкові переваги, вважав австрійський економіст, які могли виправдати привласнення урядом виняткових прав на карбування металевих монет, уже не переважають недоліків такої системи. У ній можна знайти дефекти.
Поки панували металеві гроші, урядова монополія була досить шкідливою. Ф. фон Хайєк стверджував, що вона стала непоправним лихом відтоді, як паперові гроші потрапили під політичний контроль.
Головною формою випуску нової валюти має стати продаж звичайним порядком або на аукціонах, потім за допомогою банківських операцій у формі короткострокового кредитування.
Крім банкнот та чекових депозитів, емісійний банк має забезпечити наявність дрібної монети з номіналом у частках основної одиниці.
Певні проблеми, вважав австрійський учений, можуть виникнути там, де нинішня торгівельна практика полягає в одноманітному використанні кількох стандартних монет (торгівельні автомати, телефон, транспорт).
Інтерес до ідей фон Гаєка на початку XXI століття помітно зріс у зв'язку з появою криптовалют, які є віртуальним варіантом приватних грошей.

## Криптовалюта
Правовий режим криптовалют, зокрема системи «Біткойн», значно різниться в різних країнах, немає єдиної думки, чи є криптовалюти формою грошей. Найчастіше їх визнають «цифровим товаром». У низці країн (наприклад, у Німеччині та Японії) криптовалюти є легальним засобом розрахунків (нарівні з векселем або чеком).
Оскільки деякі криптовалюти виконують такі функції грошей, як засіб обігу та засіб заощадження, прихильники вважають їх формою приватних грошей, використовуючи для цього відповідну термінологію — «цифрова валюта», «монета», «біржа валют». Здатність криптовалют виконувати деякі функції грошей іноді підкреслюють і їх противники, вбачаючи в цьому загрозу усталеній системі грошового обігу. Так, за словами голови Банку Росії Ельвіри Набіулліної, «використання криптовалют як грошових сурогатів активно пропонується для розрахунку за товари та послуги. На наш погляд, це має як ризик підрив грошового обігу, і, звичайно, ми використання криптовалют як грошових сурогатів допускати не будемо». Багато економістів вважають криптовалюти спекулятивною бульбашкою. Колишній глава ФРС США Алан Грінспен 5 грудня 2013 року в інтерв'ю агентству Bloomberg заявив, що вважає «Біткойн» «бульбашкою», оскільки, на його думку, біткойни не мають жодної реальної цінності. Австралійський економіст Джон Квіґін вважає біткойни прийнятним інструментом розрахунків замість бартеру, але таким, що не підходить на роль фінансового активу. Базова вартість активів повинна або формуватися їх альтернативним використанням (як альтернативна вартість золота чи срібла), або їх прибутковістю (як дисконтована вартість акцій чи облігацій). Але у біткойна подібних джерел вартості немає. Якщо торговці відмовляться приймати біткойни як оплату за товари та послуги, їхня вартість стане нульовою. Саме відсутність варіантів продуктивного використання біткойнів або потоку доходів робить їхню ціну виключно спекулятивною. Квіґін вважає, що рано чи пізно ціна біткойна досягне свого істинного значення — нуля, але неможливо сказати, коли саме це станеться. Роберт Шиллер, лауреат Нобелівської премії з економіки (2013), вважає, що біткойн «демонструє багато характеристик спекулятивної бульбашки».